# 개개비

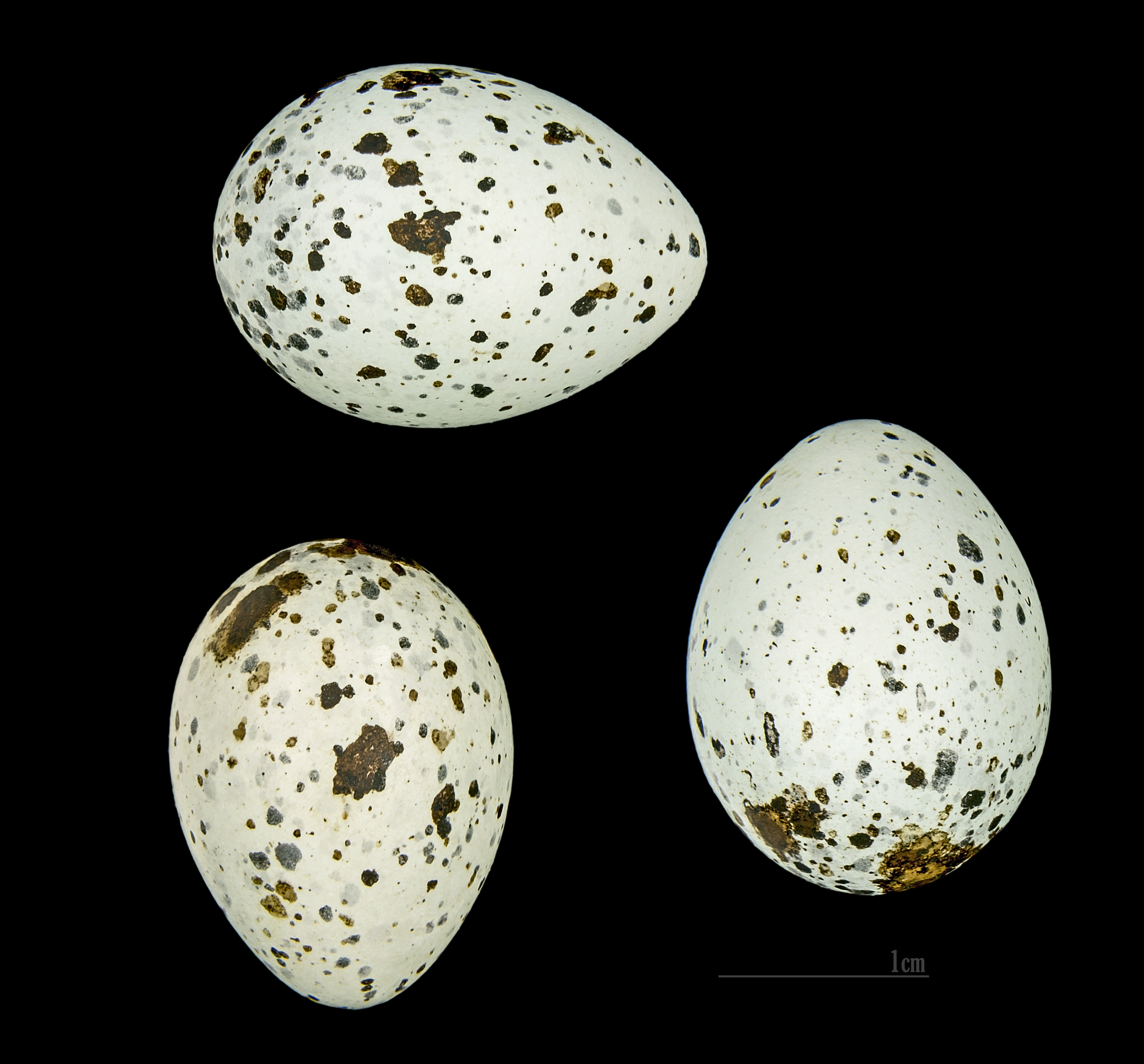
Acrocephalus arundinaceus

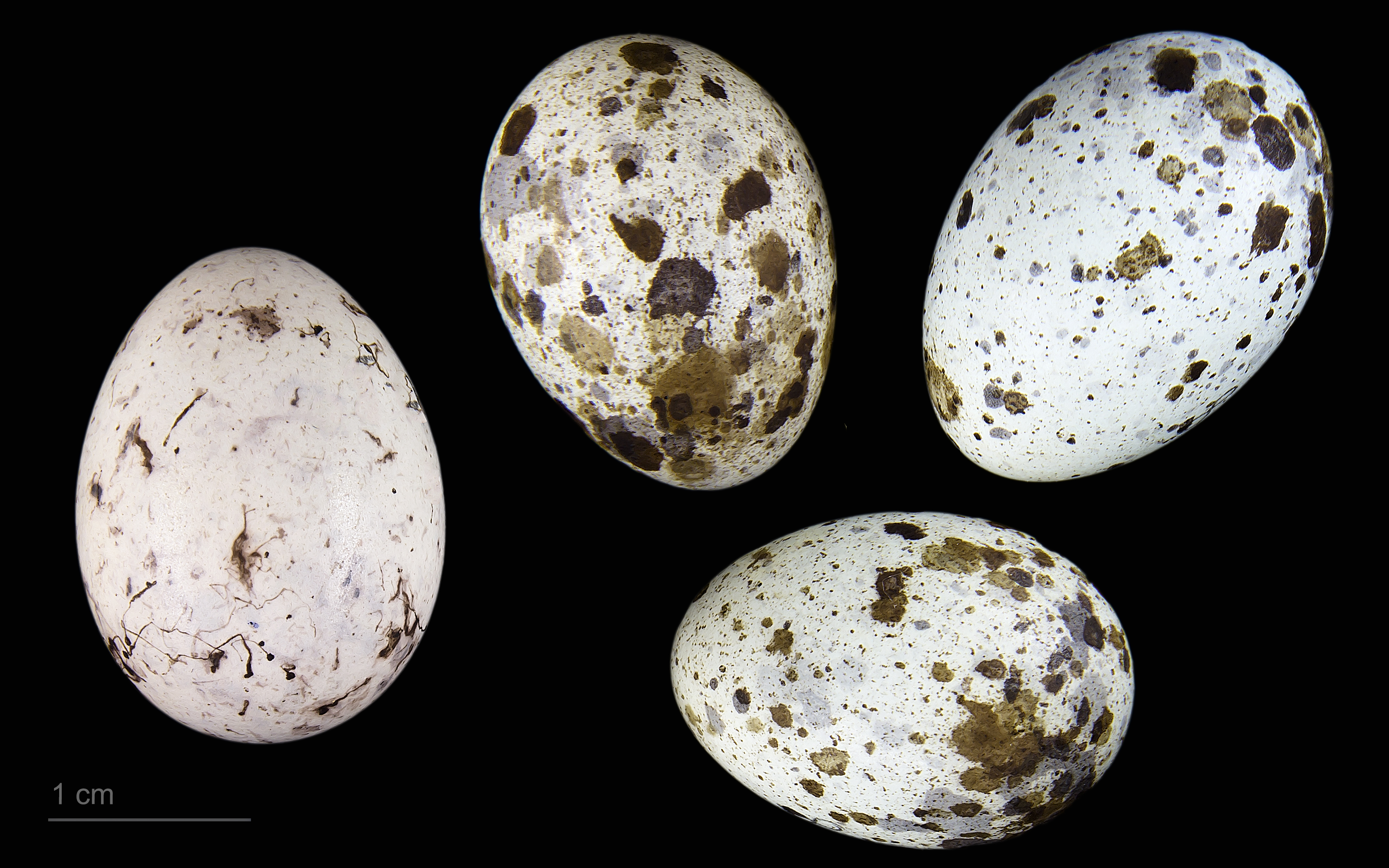
Cuculus canorus canorus + Acrocephalus arundinaceus

개개비(Great Reed Warbler, 학명: Acrocephalus arundinaceus, 울음소리 (도움말·정보))는 참새목 개개비과 개개비속에 속하는 명금류이다. 부위(剖葦)라고도 한다. 학명 Acrocephalus arundinaceus는 유럽의 명금류를 가리키며, 한국에서는 동양개개비를 개개비로 부르기도 한다. 개개비류(Old World Warblers) 집합에 소속되곤 했지만 오늘날에는 참새목 개개비과의 일부로 간주한다. 몸 길이는 16~20 cm이다. 지저귀는 소리는 시끄러운 편이며 멀리까지 잘 퍼진다. 서울시 보호 야생 생물 대상종이다.

## 같이 보기
- 동양개개비